# Stara Sucha (powiat de Sochaczew)
Stara Sucha [ˈstara ˈsuxa] est un village polonais de la gmina de Nowa Sucha dans le powiat de Sochaczew et dans la voïvodie de Mazovie.